# '89 Live in Japan
'89 Live in Japan è un DVD musicale dei Quiet Riot, uscito in commercio il 16 novembre 2004.

## Tracce
1. Party All Night (DuBrow)
2. I'm Fallin' (Banali, Cavazo, Proffer, Shortino, Waldo)
3. Stay With Me Tonight (Banali, Cavazo, Proffer, Shortino)
4. Run To You (Banali, Cavazo, Shortino, Waldo)
5. The Wild And The Young (Banali, Cavazo, DuBrow, Proffer, Wright)
6. Joker (Banali, Cavazo, Kirksey, Proffer, Shortino)
7. Drum Solo (Banali)
8. Coppin' A Feel (Banali, Cavazo, Dean, Shortino)
9. King Of The Hill (Banali, Cavazo, Rabin, Shortino)
10. Cum On Feel The Noize (Holder, Lea) (Slade Cover)
11. Stay With Me

## Lineup
- Paul Shortino - Voce
- Carlos Cavazo - Chitarra
- Sean McNabb - Basso
- Frankie Banali - Batteria

### Altri Musicisti
- Jimmy Waldo - Tastiere